# Hugo Rickert

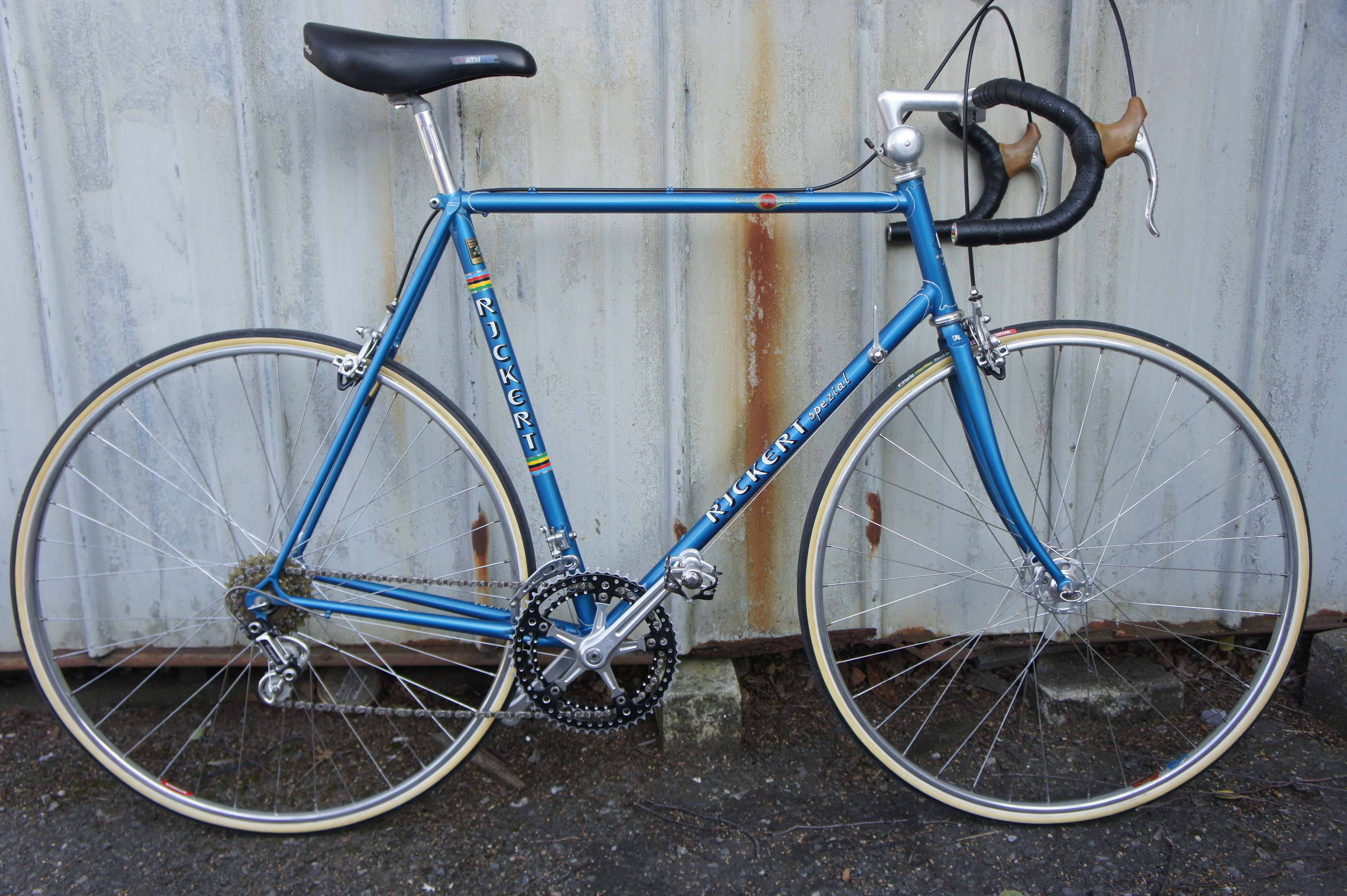
Rennrad von Hugo Rickert aus dem Jahre 1980

Hugo Rickert (* 20. März 1928 in Fröndenberg; † 20. Oktober 2011 ebenda) war ein Radrennfahrer und Rahmenbauer aus Dortmund.

## Leben
Geboren 1928 in Fröndenberg, absolvierte Rickert von 1942 bis 1945 eine kaufmännische Ausbildung bei „Karl Hoesch“. Als er in diesem Bereich keine Anstellung fand, machte er eine weitere Lehre als Mechaniker bei dem in Dortmund führenden Rahmenbau-Unternehmen Brose. In seiner Freizeit fuhr er Jugendrennen beim RV Sturmvogel 25 Dortmund.
1951 machte sich Rickert mit einer eigenen Werkstatt zur Fertigung von Rahmen für Rennräder selbständig. In seiner Werkstatt in Dortmund-Eving wurden in Handarbeit Rahmen in den handelsüblichen Rahmengrößen sowie individuell modifizierte Sonderanfertigungen gebaut. Es handelte sich bei Rickert-Rahmen ausschließlich um Stahlrahmen, die gelötet und gemufft wurden. Als Rohrmaterial wurden in der Regel Reynolds-531-Rohre verwendet.
Unterstützt wurde er dabei von seiner Frau Doris, die auch den angegliederten Laden führte, in dem die Komponenten sowie weiteres Zubehör wie Radsport-Kleidung und dergleichen verkauft wurde, und deren Vater, der einfache Zuarbeiten wie das Vor-Einspeichen von Laufrädern durchführte.
Auf Rahmen und Fahrrädern der Marke Rickert wurden zahlreiche Titel errungen. So wurde Udo Hempel 1970 Weltmeister und 1972 Olympiasieger in der Mannschaftsverfolgung auf Rickert-Rahmen. Weitere prominente Kunden waren Dieter Gieseler, der 1960 auf einem Rickert-Rad bei den Olympischen Spielen in Rom Silber im Zeitfahren errang, sowie Karl-Heinz Marsell, der 1961 Steher-Weltmeister wurde. Im Jahre 2002 gab Rickert aus gesundheitlichen Gründen sein Handwerk auf und zog in seine Heimatstadt Fröndenberg/Ruhr. Von ihm gefertigte Rahmen sind begehrte Sammlerstücke.
Hugo Rickert verstarb am 20. Oktober 2011 im Alter von 83 Jahren in seinem Wohnort Fröndenberg-Frömern.